# 拉德，一只狗
《拉德，一只狗》（英語：Lad, A Dog）是由1919年的美国小说家阿尔伯特·佩森特在E·P·达顿发表的长篇小说。

## 外部連結
- Lad: A Dog on the Internet Archive
- LibriVox中的公有领域有声书《Lad: A Dog》